# Brevipalpus euphorbiae
Brevipalpus euphorbiae är en spindeldjursart som beskrevs av Mohanasundaram 1982. Brevipalpus euphorbiae ingår i släktet Brevipalpus och familjen Tenuipalpidae. Inga underarter finns listade.